# Кузан Василь Васильович
Василь Васильович Кузан (*25 лютого 1963, с. Довге Іршавського району Закарпатської області) — український поет, прозаїк, літературознавець, журналіст, громадський діяч, член Національної спілки письменників України та Національної спілки журналістів України, голова Закарпатської обласної організації Національної спілки письменників України.

## Біографія
Закінчив математичний факультет Ужгородського державного університету. Працював учителем у школі, начальником оргвідділу та начальником відділу культури Іршавської райдержадміністрації, проректором вищого економічного коледжу, журналістом, менеджером, редактором літературних видань, вільним письменником.

## Творчість
Автор 22 книжок, серед них «Загублене мовчання», «Демони дівочих дегустацій», «Верлібрідо», «Золото Карпат», «Сингулярність», «Різдво метелика» та сенсаційного роману «Експрес-наречений». Збірка віршів бойківським закарпатським діалектом української мови «Дьоньдята» вийшла 2018 року. Твори перекладені французькою, англійською, німецькою, іспанською, угорською, російською мовами. Словацькою (білінгва) та польською вийшли окремі книжки.
Автор понад сотні текстів пісень, які виконують народні артисти України, серед яких Валентина Степова, Іван Попович, Степан Гіга, Петро Матій, Микола Свидюк та Сергій Лазо, Ярослав Музика, Генадій Мясоєдов і рок гурт «Калєкція», Роберт Голованенко, Сергій Соболь, Сергій Калініченко.
Автор післямови «Талант, що виховує таланти» до книги Василя Тарчинця «Життєві перехрестя», що вийшла друком 2021 року у львівському видавництві «Папуга».

## Громадська діяльність
Член Правління НСПУ, член НСЖУ, експерт всеукраїнського рейтингу «Книжка року», член редколегії видавництва «Український пріоритет», академік Міжнародної академії літератури і мистецтва. Разом із письменницею Тетяною П'янковою заснували літературну агенцію «Зілля» та видавництво, започаткували видання серії альманахів «Зілля», перший із яких — альманах жіночої поезії (44 авторки) «М'ята».
Засновник літературної Премії Ордену Карпатських Лицарів та літературного фестивалю «Карпатський Пегас».
Від 28 липня 2023 року — в складі Комітету з Національної премії України імені Тараса Шевченка.

## Відзнаки
Лауреат міжнародних та всеукраїнських конкурсів, премій імені Федора Потушняка, Юрія Яновського, Ярослава Дорошенка, Пантелеймона Куліша.